# Kevin Kurányi
Kevin Dennis Kurányi Rodríguez (Rio de Janeiro, 2 marzo 1982) è un ex calciatore tedesco con cittadinanza brasiliana di origini ungheresi e panamensi, di ruolo attaccante.

## Biografia
Kevin Kurányi è nato in Brasile, a Rio de Janeiro, da padre tedesco (a sua volta di origini ungheresi) e madre panamense. Ciononostante ha optato di giocare per la Nazionale tedesca, pur avendo la possibilità di scegliere anche il Brasile o Panama.

## Caratteristiche tecniche
Era un centravanti forte fisicamente, dotato di un tiro molto potente ed un'ottima abilità nel colpo di testa.

## Carriera

### Club

#### Gli inizi
Kevin Kurányi iniziò a giocare a calcio nel 1988 con il Serrano, squadra di Petrópolis, cittadina brasiliana in cui risiedeva. Nel 1996 si trasferì a Panama, paese originario della madre, e si accasò al Las Promesas per un anno.

#### Stoccarda
Nell'estate del 1997 Kurányi venne acquistato dai tedeschi dello Stoccarda, che lo inviarono subito nella formazione giovanile. All'inizio della stagione 2001-2002 venne incluso nella prima squadra e firmò il suo primo contratto da professionista. In quattro anni totali disputò 131 partite tra campionato e coppe, realizzando 56 gol.

#### Schalke 04
Kurányi lasciò lo Stoccarda durante l'estate del 2005, firmando un contratto con lo Schalke 04, che lo lega fino al 2010. Passa alcuni tra gli anni migliori della sua carriera, piazzandosi sempre in zone alte della classifica, inoltre, per cinque anni (dal 2005 al 2010) è capocannoniere interno. Il suo record è quello della stagione 2009-2010, in cui realizza 18 reti in campionato e due in coppa di Germania, per un totale di 20 reti.

#### Dinamo Mosca
Scaduto il contratto al termine della stagione, nel maggio 2010 si accasa in Russia alla Dinamo Mosca, firmando un contratto triennale da 3 milioni di euro a stagione.
Il 17 novembre 2011, dopo le ottime prestazioni con la maglia della Dinamo, firma un nuovo contratto che lo lega al club fino a giugno 2015.

#### Hoffenheim
Il 24 luglio 2015 fa ritorno in Germania firmando per l'Hoffenheim.

### Nazionale
Pur essendo nato in Brasile, Kurányi gioca per la Nazionale tedesca. Il suo debutto in Nazionale risale al 29 marzo 2003 nella partita Germania-Lituania.
L'11 ottobre 2008, durante l'incontro di qualificazione ai Mondiali del 2010 Germania-Russia, Kurányi si è allontanato dallo stadio nel corso dell'intervallo, dopo che il tecnico della Nazionale tedesca, Joachim Löw, non lo aveva selezionato per la partita. Questo gesto gli è costato l'esclusione dalla Nazionale da parte di Löw, come ha confermato il tecnico stesso sul sito della Federazione calcistica della Germania. Nonostante le scuse da parte dell'attaccante per questo suo comportamento, non è stato più richiamato in nazionale, nonostante le pressioni fatte al CT tedesco affinché lo convocasse.

## Statistiche

### Presenze e reti nei club
| Stagione            | Squadra             | Campionato          | Campionato | Campionato | Coppe nazionali | Coppe nazionali | Coppe nazionali | Coppe continentali | Coppe continentali | Coppe continentali | Altre coppe | Altre coppe | Altre coppe | Totale | Totale |
| Stagione            | Squadra             | Comp                | Pres       | Reti       | Comp            | Pres            | Reti            | Comp               | Pres               | Reti               | Comp        | Pres        | Reti        | Pres   | Reti   |
| ------------------- | ------------------- | ------------------- | ---------- | ---------- | --------------- | --------------- | --------------- | ------------------ | ------------------ | ------------------ | ----------- | ----------- | ----------- | ------ | ------ |
| 2000-2001           | Stoccarda           | BL                  | 0          | 0          | CG              | 1               | 0               | -                  | -                  | -                  | -           | -           | -           | 1      | 0      |
| 2001-2002           | Stoccarda           | BL                  | 5          | 1          | CG              | 2               | 1               | -                  | -                  | -                  | -           | -           | -           | 7      | 2      |
| 2002-2003           | Stoccarda           | BL                  | 32         | 15         | CG              | 2               | 2               | Int+CU             | 1+8                | 0+4                | -           | -           | -           | 43     | 21     |
| 2003-2004           | Stoccarda           | BL                  | 33         | 11         | CG              | 2               | 1               | UCL                | 8                  | 3                  | CdL         | 1           | 0           | 44     | 15     |
| 2004-2005           | Stoccarda           | BL                  | 29         | 13         | CG              | 2               | 2               | CU                 | 6                  | 3                  | CdL         | 2           | 0           | 39     | 18     |
| Totale Stoccarda    | Totale Stoccarda    | Totale Stoccarda    | 99         | 40         |                 | 9               | 6               |                    | 23                 | 10                 |             | 3           | 0           | 131    | 56     |
| 2005-2006           | Schalke 04          | BL                  | 30         | 10         | CG              | 2               | 0               | UCL+CU             | 6+6                | 2+1                | CdL         | 2           | 1           | 46     | 14     |
| 2006-2007           | Schalke 04          | BL                  | 34         | 15         | CG              | 2               | 2               | CU                 | 2                  | 1                  | CdL         | 0           | 0           | 38     | 18     |
| 2007-2008           | Schalke 04          | BL                  | 32         | 15         | CG              | 2               | 2               | UCL                | 8                  | 3                  | CdL         | 2           | 0           | 44     | 20     |
| 2008-2009           | Schalke 04          | BL                  | 33         | 13         | CG              | 4               | 2               | UCL+CU             | 2+5                | 0+1                | -           | -           | -           | 44     | 16     |
| 2009-2010           | Schalke 04          | BL                  | 33         | 18         | CG              | 4               | 2               | -                  | -                  | -                  | -           | -           | -           | 37     | 20     |
| Totale Schalke 04   | Totale Schalke 04   | Totale Schalke 04   | 162        | 71         |                 | 14              | 8               |                    | 29                 | 8                  |             | 4           | 1           | 209    | 88     |
| 2010                | Dinamo Mosca        | PL                  | 16         | 9          | KR              | 0               | 0               | -                  | -                  | -                  | -           | -           | -           | 16     | 9      |
| 2011-2012           | Dinamo Mosca        | PL                  | 41         | 13         | KR              | 6               | 0               | -                  | -                  | -                  | -           | -           | -           | 47     | 13     |
| 2012-2013           | Dinamo Mosca        | PL                  | 27         | 10         | KR              | 3               | 1               | UEL                | 4                  | 0                  | -           | -           | -           | 34     | 11     |
| 2013-2014           | Dinamo Mosca        | PL                  | 15         | 8          | KR              | 0               | 0               | -                  | -                  | -                  | -           | -           | -           | 15     | 8      |
| 2014-2015           | Dinamo Mosca        | PL                  | 24         | 10         | KR              | 1               | 0               | UEL                | 14                 | 5                  | -           | -           | -           | 39     | 15     |
| Totale Dinamo Mosca | Totale Dinamo Mosca | Totale Dinamo Mosca | 123        | 50         |                 | 10              | 1               |                    | 18                 | 5                  |             | -           | -           | 151    | 56     |
| 2015-2016           | Hoffenheim          | BL                  | 14         | 0          | CG              | 1               | 0               | -                  | -                  | -                  | -           | -           | -           | 15     | 0      |
| Totale carriera     | Totale carriera     | Totale carriera     | 398        | 161        |                 | 34              | 15              |                    | 70                 | 23                 |             | 7           | 1           | 509    | 200    |

### Cronologia presenze e reti in nazionale
| Cronologia completa delle presenze e delle reti in nazionale ― Germania | Cronologia completa delle presenze e delle reti in nazionale ― Germania | Cronologia completa delle presenze e delle reti in nazionale ― Germania | Cronologia completa delle presenze e delle reti in nazionale ― Germania | Cronologia completa delle presenze e delle reti in nazionale ― Germania | Cronologia completa delle presenze e delle reti in nazionale ― Germania | Cronologia completa delle presenze e delle reti in nazionale ― Germania | Cronologia completa delle presenze e delle reti in nazionale ― Germania |
| Data                                                                    | Città                                                                   | In casa                                                                 | Risultato                                                               | Ospiti                                                                  | Competizione                                                            | Reti                                                                    | Note                                                                    |
| ----------------------------------------------------------------------- | ----------------------------------------------------------------------- | ----------------------------------------------------------------------- | ----------------------------------------------------------------------- | ----------------------------------------------------------------------- | ----------------------------------------------------------------------- | ----------------------------------------------------------------------- | ----------------------------------------------------------------------- |
| 29-3-2003                                                               | Norimberga                                                              | Germania                                                                | 1 – 1                                                                   | Lituania                                                                | Qual. Euro 2004                                                         | -                                                                       | 71’                                                                     |
| 30-4-2003                                                               | Brema                                                                   | Germania                                                                | 1 – 0                                                                   | Serbia e Montenegro                                                     | Amichevole                                                              | -                                                                       | 76’                                                                     |
| 1-6-2003                                                                | Wolfsburg                                                               | Germania                                                                | 4 – 1                                                                   | Canada                                                                  | Amichevole                                                              | -                                                                       | 69’                                                                     |
| 6-9-2003                                                                | Reykjavík                                                               | Islanda                                                                 | 0 – 0                                                                   | Germania                                                                | Qual. Euro 2004                                                         | -                                                                       | 46’                                                                     |
| 10-9-2003                                                               | Dortmund                                                                | Germania                                                                | 2 – 1                                                                   | Scozia                                                                  | Qual. Euro 2004                                                         | -                                                                       |                                                                         |
| 11-10-2003                                                              | Amburgo                                                                 | Germania                                                                | 3 – 0                                                                   | Islanda                                                                 | Qual. Euro 2004                                                         | 1                                                                       | 85’                                                                     |
| 15-11-2003                                                              | Gelsenkirchen                                                           | Germania                                                                | 0 – 3                                                                   | Francia                                                                 | Amichevole                                                              | -                                                                       |                                                                         |
| 18-2-2004                                                               | Spalato                                                                 | Croazia                                                                 | 1 – 2                                                                   | Germania                                                                | Amichevole                                                              | -                                                                       | 67’                                                                     |
| 31-3-2004                                                               | Colonia                                                                 | Germania                                                                | 3 – 0                                                                   | Belgio                                                                  | Amichevole                                                              | 1                                                                       | 78’                                                                     |
| 28-4-2004                                                               | Bucarest                                                                | Romania                                                                 | 5 – 1                                                                   | Germania                                                                | Amichevole                                                              | -                                                                       |                                                                         |
| 27-5-2004                                                               | Friburgo                                                                | Germania                                                                | 7 – 0                                                                   | Malta                                                                   | Amichevole                                                              | -                                                                       | 46’                                                                     |
| 2-6-2004                                                                | Basilea                                                                 | Svizzera                                                                | 0 – 2                                                                   | Germania                                                                | Amichevole                                                              | 2                                                                       |                                                                         |
| 15-6-2004                                                               | Porto                                                                   | Germania                                                                | 1 – 1                                                                   | Paesi Bassi                                                             | Euro 2004 - 1º turno                                                    | -                                                                       | 12’ 85’                                                                 |
| 19-6-2004                                                               | Porto                                                                   | Lettonia                                                                | 0 – 0                                                                   | Germania                                                                | Euro 2004 - 1º turno                                                    | -                                                                       | 78’                                                                     |
| 23-6-2004                                                               | Lisbona                                                                 | Germania                                                                | 1 – 2                                                                   | Rep. Ceca                                                               | Euro 2004 - 1º turno                                                    | -                                                                       |                                                                         |
| 18-8-2004                                                               | Vienna                                                                  | Austria                                                                 | 1 – 3                                                                   | Germania                                                                | Amichevole                                                              | 3                                                                       | 78’                                                                     |
| 8-9-2004                                                                | Berlino                                                                 | Germania                                                                | 1 – 1                                                                   | Brasile                                                                 | Amichevole                                                              | 1                                                                       |                                                                         |
| 17-11-2004                                                              | Lipsia                                                                  | Germania                                                                | 3 – 0                                                                   | Camerun                                                                 | Amichevole                                                              | 1                                                                       |                                                                         |
| 19-12-2004                                                              | Pusan                                                                   | Corea del Sud                                                           | 3 – 1                                                                   | Germania                                                                | Amichevole                                                              | -                                                                       | 76’                                                                     |
| 21-12-2004                                                              | Bangkok                                                                 | Thailandia                                                              | 1 – 5                                                                   | Germania                                                                | Amichevole                                                              | 2                                                                       |                                                                         |
| 9-2-2005                                                                | Düsseldorf                                                              | Germania                                                                | 2 – 2                                                                   | Argentina                                                               | Amichevole                                                              | 1                                                                       |                                                                         |
| 26-3-2005                                                               | Celje                                                                   | Slovenia                                                                | 0 – 1                                                                   | Germania                                                                | Amichevole                                                              | -                                                                       | 75’                                                                     |
| 4-6-2005                                                                | Belfast                                                                 | Irlanda del Nord                                                        | 1 – 4                                                                   | Germania                                                                | Amichevole                                                              | -                                                                       | 63’                                                                     |
| 8-6-2005                                                                | Mönchengladbach                                                         | Germania                                                                | 2 – 2                                                                   | Russia                                                                  | Amichevole                                                              | -                                                                       | 84’                                                                     |
| 15-6-2005                                                               | Francoforte sul Meno                                                    | Germania                                                                | 4 – 3                                                                   | Australia                                                               | Conf. Cup 2005 - 1º turno                                               | 1                                                                       | 68’                                                                     |
| 18-6-2005                                                               | Colonia                                                                 | Tunisia                                                                 | 0 – 3                                                                   | Germania                                                                | Conf. Cup 2005 - 1º turno                                               | -                                                                       | 62’                                                                     |
| 21-6-2005                                                               | Norimberga                                                              | Argentina                                                               | 2 – 2                                                                   | Germania                                                                | Conf. Cup 2005 - 1º turno                                               | 1                                                                       | 7’                                                                      |
| 25-6-2005                                                               | Norimberga                                                              | Germania                                                                | 2 – 3                                                                   | Brasile                                                                 | Conf. Cup 2005 - Semifinale                                             | -                                                                       | 63’                                                                     |
| 29-6-2005                                                               | Lipsia                                                                  | Germania                                                                | 4 – 3 dts                                                               | Messico                                                                 | Conf. Cup 2005 - Finale 3º posto                                        | -                                                                       | 74’                                                                     |
| 17-8-2005                                                               | Rotterdam                                                               | Paesi Bassi                                                             | 2 – 2                                                                   | Germania                                                                | Amichevole                                                              | -                                                                       |                                                                         |
| 3-9-2005                                                                | Bratislava                                                              | Slovacchia                                                              | 2 – 0                                                                   | Germania                                                                | Amichevole                                                              | -                                                                       | 82’                                                                     |
| 7-9-2005                                                                | Brema                                                                   | Germania                                                                | 4 – 2                                                                   | Sudafrica                                                               | Amichevole                                                              | -                                                                       | 77’                                                                     |
| 8-10-2005                                                               | Istanbul                                                                | Turchia                                                                 | 2 – 1                                                                   | Germania                                                                | Amichevole                                                              | -                                                                       | 46’                                                                     |
| 12-10-2005                                                              | Amburgo                                                                 | Germania                                                                | 1 – 0                                                                   | Cina                                                                    | Amichevole                                                              | -                                                                       | 52’                                                                     |
| 12-11-2005                                                              | Saint-Denis                                                             | Francia                                                                 | 0 – 0                                                                   | Germania                                                                | Amichevole                                                              | -                                                                       | 83’                                                                     |
| 7-2-2007                                                                | Düsseldorf                                                              | Germania                                                                | 3 – 1                                                                   | Svizzera                                                                | Amichevole                                                              | 1                                                                       | 83’                                                                     |
| 24-3-2007                                                               | Praga                                                                   | Rep. Ceca                                                               | 1 – 2                                                                   | Germania                                                                | Qual. Euro 2008                                                         | 2                                                                       |                                                                         |
| 28-3-2007                                                               | Duisburg                                                                | Germania                                                                | 0 – 1                                                                   | Danimarca                                                               | Amichevole                                                              | -                                                                       | Cap. 46’                                                                |
| 2-6-2007                                                                | Norimberga                                                              | Germania                                                                | 6 – 0                                                                   | San Marino                                                              | Qual. Euro 2008                                                         | 1                                                                       | 59’                                                                     |
| 6-6-2007                                                                | Amburgo                                                                 | Germania                                                                | 2 – 1                                                                   | Slovacchia                                                              | Qual. Euro 2008                                                         | -                                                                       | 65’                                                                     |
| 22-8-2007                                                               | Londra                                                                  | Inghilterra                                                             | 1 – 2                                                                   | Germania                                                                | Amichevole                                                              | 1                                                                       |                                                                         |
| 8-9-2007                                                                | Cardiff                                                                 | Galles                                                                  | 0 – 2                                                                   | Germania                                                                | Qual. Euro 2008                                                         | -                                                                       | 72’                                                                     |
| 13-10-2007                                                              | Dublino                                                                 | Irlanda                                                                 | 0 – 0                                                                   | Germania                                                                | Qual. Euro 2008                                                         | -                                                                       |                                                                         |
| 17-10-2007                                                              | Monaco di Baviera                                                       | Germania                                                                | 0 – 3                                                                   | Rep. Ceca                                                               | Qual. Euro 2008                                                         | -                                                                       |                                                                         |
| 6-2-2008                                                                | Vienna                                                                  | Austria                                                                 | 0 – 3                                                                   | Germania                                                                | Amichevole                                                              | -                                                                       | 58’                                                                     |
| 26-3-2008                                                               | Basilea                                                                 | Svizzera                                                                | 0 – 4                                                                   | Germania                                                                | Amichevole                                                              | -                                                                       | 75’                                                                     |
| 31-5-2008                                                               | Gelsenkirchen                                                           | Germania                                                                | 2 – 1                                                                   | Serbia                                                                  | Amichevole                                                              | -                                                                       | 69’                                                                     |
| 8-6-2008                                                                | Klagenfurt am Wörthersee                                                | Germania                                                                | 2 – 0                                                                   | Polonia                                                                 | Euro 2008 - 1º turno                                                    | -                                                                       | 90+1’                                                                   |
| 12-6-2008                                                               | Klagenfurt am Wörthersee                                                | Croazia                                                                 | 2 – 1                                                                   | Germania                                                                | Euro 2008 - 1º turno                                                    | -                                                                       | 82’                                                                     |
| 29-6-2008                                                               | Vienna                                                                  | Germania                                                                | 0 – 1                                                                   | Spagna                                                                  | Euro 2008 - Finale                                                      | -                                                                       | 57’ 88’                                                                 |
| 20-8-2008                                                               | Norimberga                                                              | Germania                                                                | 2 – 0                                                                   | Belgio                                                                  | Amichevole                                                              | -                                                                       | 46’                                                                     |
| 6-9-2008                                                                | Vaduz                                                                   | Liechtenstein                                                           | 0 – 6                                                                   | Germania                                                                | Qual. Mondiali 2010                                                     | -                                                                       | 76’                                                                     |
| Totale                                                                  |                                                                         | Presenze                                                                | 52                                                                      |                                                                         | Reti                                                                    | 19                                                                      |                                                                         |

## Palmarès

### Competizioni nazionali
- Coppa di Lega tedesca: 1

Schalke 04: 2005

### Competizioni internazionali
- Coppa Intertoto UEFA: 1

Stoccarda: 2002